# 장덕도서관
장덕도서관은 광주광역시 광산구 장덕동 소재의 구립 공공 도서관이다.

## 연혁
장덕도서관은 광산구에 의해 설립되어 2013년 12월 27일에 개관하였다.

## 같이 보기
- 이야기꽃도서관
- 첨단도서관
- 신가도서관
- 운남어린이도서관